# ナックルズ (テレビドラマ)
『ナックルズ』（Knuckles）は、ジョン・ウィッティントンとトビー・アッシャーがParamount+向けに制作したアメリカ合衆国のテレビミニシリーズ。セガのソニックシリーズのキャラクターに基にしている。

## 概要
ソニック・ザ・ヘッジホッグの映画シリーズのスピンオフであり、最初の実写テレビシリーズでもある。本作は、『ソニック・ザ・ムービー/ソニック VS ナックルズ』（2022年）と『ソニック×シャドウ TOKYO MISSION』（2024年）の出来事の間の続編として機能し、ナックルズ・ザ・エキドゥナが保安官代理ウェイド・ウィップルをエキドゥナの戦士のやり方で訓練する様子を描いている。ジョン・ウィッティントンがヘッドライターを務め、トビー・アッシャーがショーランナーを務めた。
日本では、2024年6月7日よりParamount+で配信されている。

## キャスト
ナックルズ
声 - イドリス・エルバ、日本語吹替 - 木村昴
赤いハリモグラの戦士でエキドゥナ族最後の生き残り。
ウェイド・ウィップル
演 - アダム・パリー、日本語吹替 - 吉田ウーロン太
小さな町「グリーンヒルズ」の保安官代理。ナックルズの弟子になる。

### リカーリング
メイソン
演 - スコット・メスカディ、日本語吹替 - 前野智昭
元地球外生命体研究者でバイヤーのために働く悪徳GUNエージェント。
ウィロビー
演 - エリー・テイラー、日本語吹替 - 和優希
元地球外生命体研究者でバイヤーのために働く悪徳GUNエージェント。
ウェンディ・ウィップル
演 - ストッカード・チャニング
ウェイドの母親。
ワンダ・ウィップル
演 - エディ・パターソン、日本語吹替 - 行成とあ
FBI捜査官であり、ウェイドの妹。
ジャック・シンクレア
演 - ジュリアン・バラット、日本語吹替 - 津田英佑
賞金稼ぎであり、ウェイドの元ボウリングチームのキャプテン。
パチャカマ族長
声 - クリストファー・ロイド、日本語吹替 - 多田野曜平
幽霊となって蘇った長老。
バイヤー
声 - ロリー・マッキャン、日本語吹替 - 楠見尚己
ナックルズの力を手に入れようとするロボトニック博士の元エージェント。
スージー・バーンズ
演 - アリス・トレゴニング、日本語吹替 - 竹村麻帆
ウェイドのボウリングのライバルである8歳の少女。
"ピストル"・ピート・ウィップル
演 - ケイリー・エルウィス、日本語吹替 - 大塚芳忠
風変わりなボウラーであり、ウェイドの疎遠になった父親。
ディラン・ビーグルトン
演 - ロブ・ヒューベ
ESPN8 The Ochoのボウリング解説者。
ゲイリー・N・シンクレア3世
演 - ポール・シェアー
ESPN8 The Ochoのボウリング解説者。

### 特別ゲスト出演
ソニック・ザ・ヘッジホッグ
声 - ベン・シュワルツ、日本語吹替 - 中川大志
超音速で走る青いハリネズミ。第1話に登場。
テイルス
声 - コリーン・オショーネシー、日本語吹替 - 広橋涼
黄橙色で2本の尾を持つキツネ。第1話に登場。
マディ・ワカウスキー
演 - ティカ・サンプター、日本語吹替 - 井上麻里奈
「グリーンヒルズ」の獣医であり、ナックルズとソニックとテイルスの養母。第1話に登場。